# Кравцов Денис Вікторович
Денис Вікторович Кравцов (рос. Денис Викторович Кравцов; нар. 18 березня 1990, Улан-Уде, РРФСР) — російський футболіст, півзахисник.

## Життєпис
Народився в Улан-Уде. Вихованець московської ФШМ. Дорослу футбольну кар'єру розпочав 2006 року в дублі столичного «Торпедо». На початку 2008 року перебрався до «Амкара», але й в основі пермського клубу заграти не вдалося. Виступав за дублюючий склад команди та в «Амкарі-2» в аматорському чемпіонаті Росії. На початку 2011 року переїхав до України, де став гравцем «Металіста». У футболці першої команди харківського клубу так і не дебютував, провів 2 поєдинки та відзначився 2-ма голами в молодіжному чемпіонаті України.
На початку 2011 року переїхав до Молдови, де підсилив «Сфинтул Георге». У футболці струченського клубу дебютував 21 лютого 2011 року в нічийному (1:1) домашньому поєдинку 23-го туру Суперліги Молдови проти тираспольського «Шерифа». Денис вийшов на поле на 86-й хвилині, замінивши Дмитра Кривого. Єдиним голом за «Сфинтул Георге» відзначився 23 квітня 2011 року на 85-й хвилині переможного (2:0) домашнього поєдинку Суперліги проти «Костулені». Кравцов вийшов на поле на 59-й хвилині, замінивши Крістіана Камачо. У другій половині сезоні 2010/11 років виходив на поле в 14-ти матчах Суперліги, в яких відзначився одним голом.
На початку 2013 року повернувся до Росії, виступав за клуби Другого дивізіону «Амур-2010» (Благовєщинськ) та «Поділля» (подільський округ, Москва). Наприкінці кар'єри грав в клубах з аматорського чемпіонату Росії «Чайка» (Корольов), «Олімпік» (Митіщі) та «Сергієв Посад».